# Hoplitis infrapicta
Hoplitis infrapicta är en biart som först beskrevs av Cockerell 1916.  Hoplitis infrapicta ingår i släktet gnagbin, och familjen buksamlarbin. Inga underarter finns listade i Catalogue of Life.